# CDC 6600

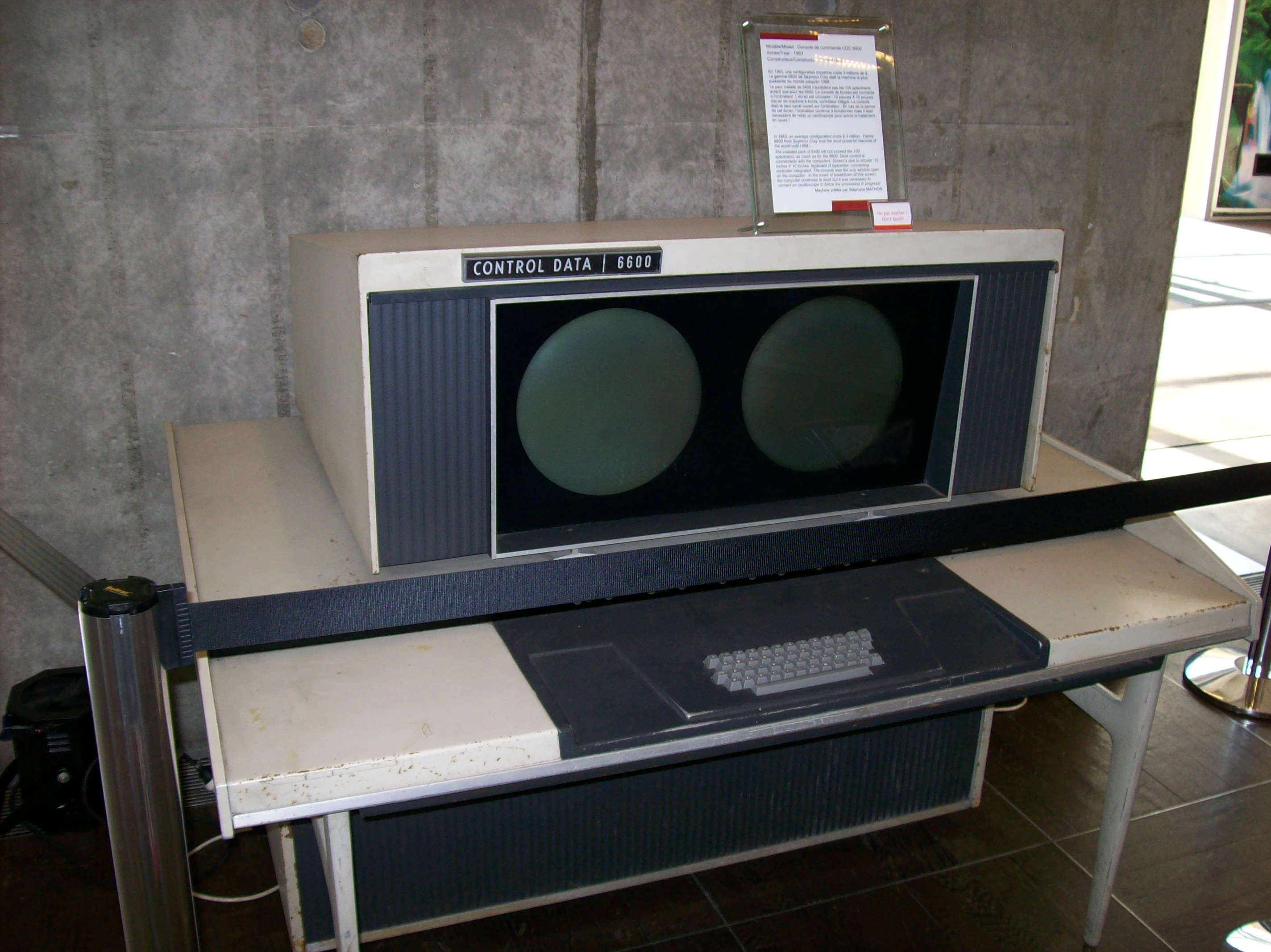
O console de sistema do supercomputador CDC 6600

O CDC 6600 foi um computador mainframe da Control Data Corporation, lançado inicialmente em 1964. É geralmente considerado o primeiro supercomputador bem sucedido, superando o seu predecessor mais rápido, IBM 7030 Stretch, em 3 vezes. Foi o computador mais veloz do mundo de 1964 até 1969, quando cedeu o título ao seu sucessor, o CDC 7600.
A organização do sistema do CDC 6600 era usado no mais simples (e mais lento) CDC 6400, e uma versão mais nova continha 2 processadores 6400 e ficou conhecida como o CDC 6500. Estas máquinas eram compatíveis com as instruções do 6600, mas rodavam mais lentamente devido a um design de processador mais simples e mais sequencial. O CDC 7600 era também compatível com a arquitetura, começando sua vida como o CDC 6800, mas durante o design de compatibilidade foi abandonado em favor de se obter uma performance melhor. A família inteira é, agora, chamada de série CDC 6000. O 7600 e o 6600 eram compatíveis binariamente, mas os programas desenvolvidos em Sunnyvale não eram compatíveis nas duas máquinas.

## Arquitetura
Os principais objetivos do CDC eram aplicações científicas e programas de tempo compartilhado. Como sendo considerado o primeiro supercomputador, ele possui algumas características que foram a base para o avanço do gênero:
1. Funções computacionais operavam de modo concorrente gerenciadas por uma unidade de controle
2. Existência de uma memória principal e memórias periféricas em cada processador
3. Processadores periféricos com memória interna para atender a requisições de E/S
4. Multiprogramação

Os componentes fundamentais da arquitetura do CDC são:um processador e uma memória principais, 10 processadores periféricos múltiplos e 12 canais de entrada e saída E/S.

## História
Em 1962 Seymour Cray deu início ao laboratório da Control Data Corporation próximo de Chippewa Falls, Wisconsin, onde ele iniciou o projeto do computador CDC 6600. Esta máquina, anunciada em 1964, vendeu mais de $7 milhões e foi o primeiro computador construído na área de Chippewa Falls.
O CDC 6600 acredita-se ser o primeiro computador a ser designado como "supercomputador", oferencendo o clock mais veloz de sua época (100 nanosegundos). Foi um dos primeiros computadores a usar sistema de refrigeração Freon e também o primeiro computador comercial a usar o console com Tubo de raios catódicos (os engenheiros do CDC criaram inúmeros jogos de computador como o Baseball, Lunar Lander, e Space Wars, que foram os incentivos para tornar as máquinas operacionais. Estes foram os primeiros jogos de computador que usavam monitores.)
O CDC 6600 saiu de linha apenas em 1977.